# Fjärsinglika fiskar
Fjärsinglika fiskar (Trachinoidei) är en underordning i ordningen abborrartade fiskar. De flesta arter förekommer i tropiska havsområden.

## Systematik
Underordningen består av 11 familjer med tillsammans 53 släkten och 237 arter, men för några familjer är tillhörigheten omstridd.

### Familjer
- Tobisfiskar (Ammodytidae)
- Champsodontidae
- Cheimarrichthyidae
- Sväljarfiskar (Chiasmodontidae)
- Creediidae
- Leptoscopidae
- Pinguipedidae
- Percophidae
- Fjärsingfiskar (Trachinidae)
- Trichodontidae
- Stjärnkikarfiskar (Uranoscopidae)